# Alliance Healthcare Deutschland
Die Alliance Healthcare Deutschland GmbH (vormals Andreae-Noris Zahn AG, abgekürzt auch ANZAG), mit Sitz in Frankfurt am Main, ist ein Pharmagroßhändler und ist heute Teil des US-amerikanischen Konzerns Walgreens Boots Alliance.
Das Unternehmen verfügt mit über 20 Niederlassungen über ein dichtes Auslieferungsnetz; darüber hinaus ist es über Tochtergesellschaften und Beteiligungen in den Bereichen Healthcare-Logistik und Informations-Dienstleistungen tätig. Im Januar 2013 wurde die Börsennotierung der Andreae-Noris Zahn mit einem Squeeze-out eingestellt und das Unternehmen im April 2013 in Alliance Healthcare Deutschland umbenannt.

## Geschichte
Am 27. August 1841 eröffnete Johann Matthias Andreae (* 10. Juni 1816; † 17. April 1892) im Haus zum Esslinger am Hühnermarkt in Frankfurt am Main eine Material- und Farbwarenhandlung. Das Haus in der Altstadt gehörte zuvor der Tante Melber des jungen Johann Wolfgang von Goethe. Andreae hatte es für 27 000 Gulden gekauft, um in den Handel mit pharmazeutischen Präparaten und Farben einzusteigen.
1878 traten die beiden Söhne des Unternehmensgründers, Ferdinand Philipp und Philipp Herrmann, als Teilhaber in das Unternehmen ein. Philipp Hermann Andreae, der nach dem Ausscheiden seines Bruders im Jahre 1904 die Geschäfte alleine führte, ließ innerhalb weniger Jahre zahlreiche Filialen und ein neues Geschäftshaus in der Hohenstaufenstraße 13–25 nahe dem Frankfurter Hauptbahnhof erbauen, das bis 1990 als Hauptverwaltung der ANZAG diente.
Am 8. September 1911 starb Philipp Hermann Andreae im Alter von 57 Jahren, und 1916 starb auch dessen Sohn und letzter männlicher Erbe Walter Oskar Wilhelm Andreae. Zwei nicht aus der Familie stammende Geschäftsführer übernahmen die Leitung. Am 1. Juli 1922 wurde die J. M. Andreae Aktiengesellschaft in Frankfurt am Main gegründet.

Aktie über 100 RM der Andreae-Noris Zahn AG vom 19. Juni 1928

Am 16. August 1923 fusionierte sie mit der Handelsgesellschaft Noris Zahn & Cie GmbH mit Sitz in Nürnberg zur Andreae-Noris Zahn AG mit Sitz in Frankfurt. Der Nürnberger Pharmagroßhändler Friedrich Zahn, der auch als Stadtrat, örtlicher Vorsitzender der Deutschen Demokratischen Partei und als Hauptförderer des Tiergarten Nürnberg wirkte, hatte die Nürnberger Firma groß gemacht, war aber im Frühjahr 1920 gestorben. Während der Nürnberger Partner Filialen in Chemnitz, Dresden, Erfurt, Magdeburg, Mannheim und München einbrachte, hatte der Frankfurter Partner bereits Filialen in Saarbrücken, Mannheim, Wiesbaden und Stuttgart.
In den folgenden Jahren wuchs das Unternehmen durch Eingliederung von Mettenheimer & Simon in Frankfurt, Gebr. Keller Nachf. AG in Freiburg im Breisgau, Schneider und Gottfried in Kassel, Joh. Conr. Schaefer jun. in Elberfeld und Clericus, Ziehl & Co. in Nürnberg.
Mit der Gründung der ANZAG Verbandstoff-Fabrik (Verfa GmbH) 1929 in Frankfurt begann die ANZAG Verbandmaterial und Krankenpflegeartikel selbst herzustellen. 1930 wurde eine Nürnberger Weinhandlung für medizinische Weine angegliedert, 1939 in die selbständige Norizia GmbH umgewandelt und als Tochter geführt.
1935 entstanden die Töchter EM ES CO und Mainland. 1936 wurden alle Tochtergesellschaften in Organgesellschaften umgewandelt und in Zweigniederlassungen neu organisiert.
Von 1939 bis 1942 baute die ANZAG ihr Niederlassungsnetz auch in den während des Zweiten Weltkriegs angeschlossenen und besetzten Ländern aus. In Prag, Mährisch-Ostrau, Karlsbad, Straßburg, Metz, Den Haag, Oslo, Bukarest, Brüssel, Kiew und Odessa unterhielt die ANZAG Filialen. In dieser Zeit wurden auch am Nürnberger Standort der ANZAG Zwangsarbeiter als billige Arbeitskräfte eingesetzt. 1945 lag der größte Teil (ca. 80 %) des Unternehmens in Trümmern. Alle ausländischen sowie die Niederlassungen in Ostdeutschland waren verloren. Die meisten der zerstörten Filialen wurden an neuen Standorten wieder aufgebaut. Ende der 1950er Jahre war der Wiederaufbau abgeschlossen und es wurde neu expandiert. In Berlin, Frankfurt und Augsburg wurden namhafte Firmen übernommen. Filialen in Gießen, Goslar, Tübingen, Bayreuth, Würzburg, Kempten (Allgäu) und Singen (Hohentwiel) kamen hinzu.
1966 waren es 38 Filialen und drei Tochtergesellschaften. Bald wurden Filialen in Braunschweig, Bremen, Hannover, Hildesheim und Itzehoe errichtet. In den 1970er Jahren wurden weitere Niederlassungen durch Zukauf eingegliedert: Bochum, Krefeld, Osnabrück, Aachen, Heidelberg, Essen, Köln, Konstanz, Leer (Ostfriesland), Siegen und Solingen. Ab 1982 musste saniert und gestrafft werden. Kleinere Filialen wurden geschlossen oder zusammengelegt. 24 Filialen, weniger als die Hälfte, und die 1990 neu gebaute Zentrale in Frankfurt am Main blieben übrig.
Eine beabsichtigte Fusion von Sanacorp Pharmahandel und ANZAG scheiterte am Widerstand des Kartellamtes. Ein von Sanacorp Pharmahandel ab 2001 durch alle Instanzen geführter Rechtsstreit fand mit der definitiven Ablehnung der Übernahme nach einer Zurückverweisung der Sache vom Bundesgerichtshof an das Oberlandesgericht Düsseldorf dort durch Urteil im Oktober 2006 sein Ende. Es war eines der längsten Fusionskontrollverfahren in der Geschichte Deutschlands.
Im Oktober 2010 wurde Alliance Boots durch den Kauf von Aktienpaketen der Sanacorp, Celesio und Phoenix von insgesamt 51,65 % Mehrheitseigner der ANZAG. Alliance Boots hielt nun einen Anteil von 81,64 %, zuvor waren es knapp 30 %. Seit Juni 2012 besaß sie mehr als 95 % der ANZAG-Aktien. Am 18. Dezember 2012 wurde von einer Hauptversammlung der ANZAG das Squeeze-out-Verfahren für die restlichen Aktienbesitzer beschlossen. Am 1. April 2013 wurde die ANZAG in Alliance Healthcare Deutschland umbenannt. Mit der Fusion von Alliance Boots mit dem amerikanischen Apothekenbetreiber Walgreens im Jahr 2015, ist das Unternehmen seither eine Tochtergesellschaft des US-amerikanischen Konzerns Walgreens Boots Alliance.

## Kartellverfahren
Im Jahr 2006 verhängte das Bundeskartellamt gegen das Unternehmen sowie drei weitere Konkurrenten und sieben Manager Bußgelder in Höhe von 2,6 Millionen Euro wegen der Bildung eines Quotenkartells. Das Kartellamt hatte nach eigenem Bekunden „keinen Zweifel an der vorsätzlichen Absprache der beschuldigten Pharmagroßhändler“. Die ANZAG hatte zusammen mit drei weiteren Großhändlern eine regionale Aufteilung ihres Vertriebsmarktes angestoßen.

## Niederlassungen
Das Unternehmen hat Niederlassungen in Berlin, Bochum, Bremen, Dresden, Frankfurt am Main, Freiburg im Breisgau, Harsum, Kassel, Köln, Ludwigshafen am Rhein, Meerane, München, Nürnberg, Osnabrück, Regensburg, Rostock, Singen (Hohentwiel), Stuttgart, Wolfertschwenden (Allgäu) und Würzburg.